# 林伍德 (印第安納州)
林伍德（英語：Linwood）是位於美國印地安納州麥迪遜縣的一個非建制地區。該地的面積和人口皆未知。